# Ludwig Christian Schrader

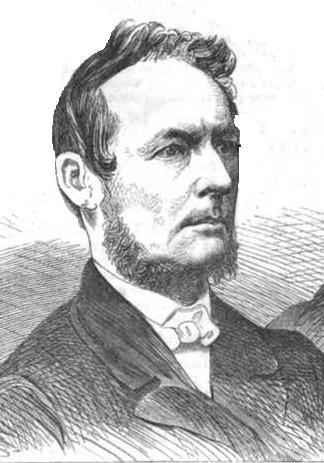
Ludwig Christian Schrader, 1867. Grafik von Hermann Scherenberg.

Ludwig Christian Schrader (* 28. November 1815 in Hadersleben; † 17. Oktober 1907 in Kiel) war evangelischer Geistlicher und Mitglied des Reichstags des Norddeutschen Bundes.

## Leben
Schrader studierte in Kiel und Jena. Ab 1844 war er Pastor in Bredstedt und ab 1849 Archidiakonus an St. Nikolai in Kiel. Ab 1860 war er als Vertreter der Geistlichkeit Mitglied der holsteinischen Ständeversammlung.
1863 wurde er von der Regierung Christian IX. vom Amt suspendiert wegen Verweigerung des Kirchengebets. 
Nach der Annexion Schleswig-Holsteins durch Preußen war er Verfasser der politischen Schrift Die Annectirung Schleswig-Holsteins ist Sünde. Am 28. Juni 1867 wurde er vom preußischen Oberpräsidium auf persönliche Intervention Bismarcks entlassen.
1867 war er Mitglied des Konstituierenden Reichstags des Norddeutschen Bundes für den Wahlkreis  Schleswig-Holstein 7 (Kiel, Rendsburg) und die Bundesstaatlich-konstitutionelle Vereinigung.